# Melão

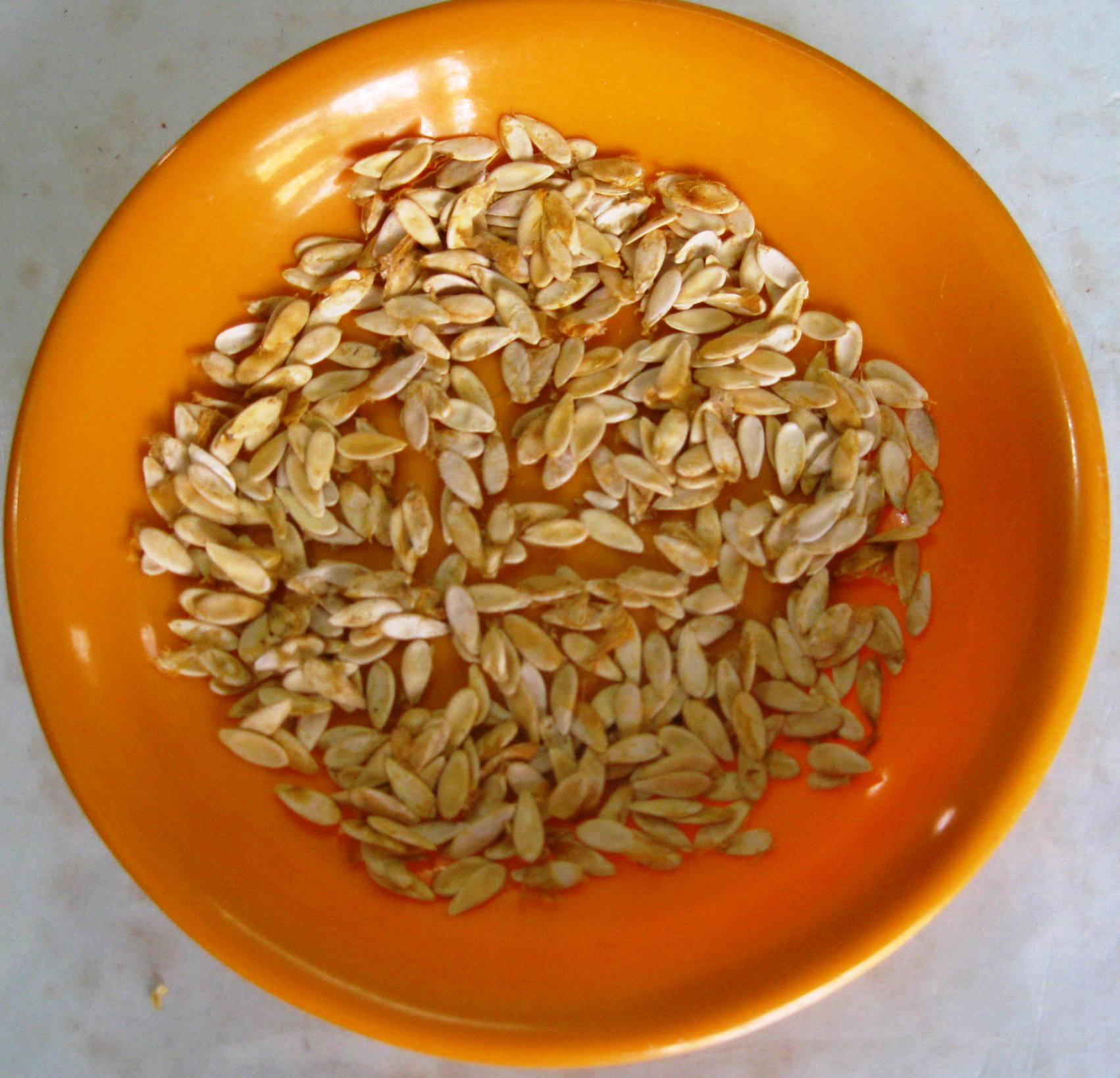
Sementes de melão

Melão (Cucumis melo L.) é uma fruta provavelmente nativa do Oriente Médio. Existem inúmeras variedades cultivadas em regiões semiáridas de todo o mundo, todas apresentando frutos mais ou menos esféricos, com casca espessa e polpa carnosa e suculenta, com muitas sementes achatadas no centro. A cor e a textura da casca, bem como a cor e o sabor de sua polpa, variam de acordo com o cultivar.
A abundância de água em seu interior e o sabor suave tornam o melão uma fruta muito apreciada na forma de refrescos. Suas sementes, tostadas e salgadas, também podem ser consumidas.

## Valor nutricional
- Cada 100 gramas de melão (Cucumis melo) contém:
  - Calorias - 31 kcal
  - Proteínas - 0,85 g
  - Gorduras - 0,15 g
  - Vitamina A - 2800 U.l.
  - Vitamina B1 (Tiamina) - 30 mcg
  - Vitamina B2 (Riboflavina) - 20 mcg
  - Vitamina B3 (Niacina) - 0,55 mg
  - Vitamina C

## Qualidades do Melão
O melão é bastante refrescante e por esse motivo indicado para os meses de calor. 
Contém quantidades razoáveis de Cálcio, Fósforo e Ferro, que contribuem para a formação dos ossos, dentes e sangue. Tem também vitamina A que protege a visão, vitamina C, que age contra infecções e Niacina, que combate problemas de pele. Por conter pectina e fibras solúveis, ajuda a controlar os níveis de colesterol no sangue. Tem alto teor de bioflavonoides, que aumentam a resistência dos vasos sanguíneos e capilares, além de ser útil no fortalecimento do sistema imunológico.
Maduro, o melão é bom como calmante, diurético e laxante. É também recomendado nos casos de gota, reumatismo, artrite, obesidade, colite, prisão de ventre, afeções renais, nefrite, cistite e infecções ginecológicas. Recomendado para regimes de emagrecimento, para diabéticos e hipertensos, pois, além de mineralizante e vitamínico, é pouco calórico. Sua polpa contém papaína, uma enzima excelente para uma boa digestão, pois ajuda na decomposição de proteínas. Além disso, contém peptidase e protease, que também ajudam na digestão dos alimentos.
Rico em fibras, auxilia no esvaziamento dos intestinos e na eliminação de toxinas, sendo muito útil no combate à prisão de ventre. Os de polpa amarela são uma excelente fonte de vitamina A, ajudando na visão; e de vitamina C, que desempenha importante papel no sistema imunológico. As sementes contêm aminoácidos como lisina e histidina, sendo usadas em muitos países em substituição de amêndoas e pistaches. Devido à sua alcalinidade, deve ser ingerido antes das refeições. Tem muito potássio, (430 mg em 100g de polpa) sendo útil para as pessoas que eliminam muito potássio: pelo uso de diuréticos, pelo suor (atletas), ou pela perda de líquidos no caso de diarreias. Até a sua casca contém potássio, por isso pode ser usada como adubo.

## Produção mundial
| País                                     | Produção em 2018 (toneladas anuais) |
| ---------------------------------------- | ----------------------------------- |
| China                                    | 12 727 263                          |
| Turquia                                  | 1 753 942                           |
| Irão                                     | 1 731 443                           |
| Cazaquistão                              | 893 857                             |
| Estados Unidos                           | 872 080                             |
| Egito                                    | 701 071                             |
| Espanha                                  | 664 353                             |
| Guatemala                                | 623 405                             |
| Itália                                   | 607 970                             |
| México                                   | 594 608                             |
| Brasil                                   | 581 478                             |
| Fonte: Food and Agriculture Organization |                                     |

## Produção no Brasil
Em 2018, o Brasil produziu cerca de 581 mil toneladas de melão, sendo o 11º maior produtor do mundo. O Rio Grande do Norte responde sozinho por cerca de 70% da produção nacional. Outros estados que se destacam são Ceará e Pernambuco. 60% da produção do país é destinada à exportação. Em 2017 foram exportadas 233,6 mil toneladas, totalizando US$ 163 milhões. Os maiores compradores da fruta brasileira são Inglaterra, Holanda e Espanha. Em 2019 a China passou a aprovar a importação do melão brasileiro, e com isto, a produção e as vendas externas de melão devem ao menos duplicar, já que o país é o maior consumidor do mundo de melão.

## Galeria

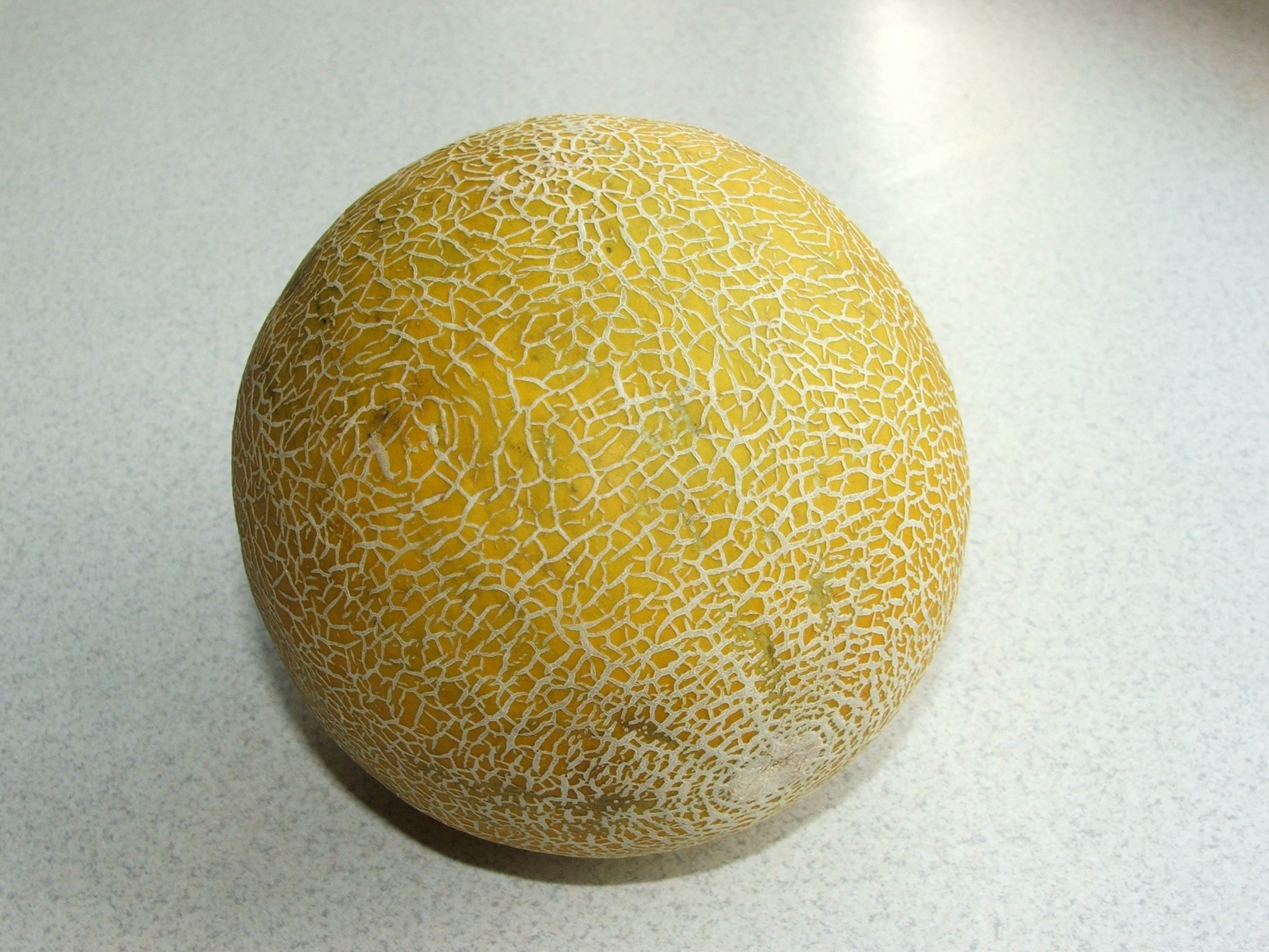
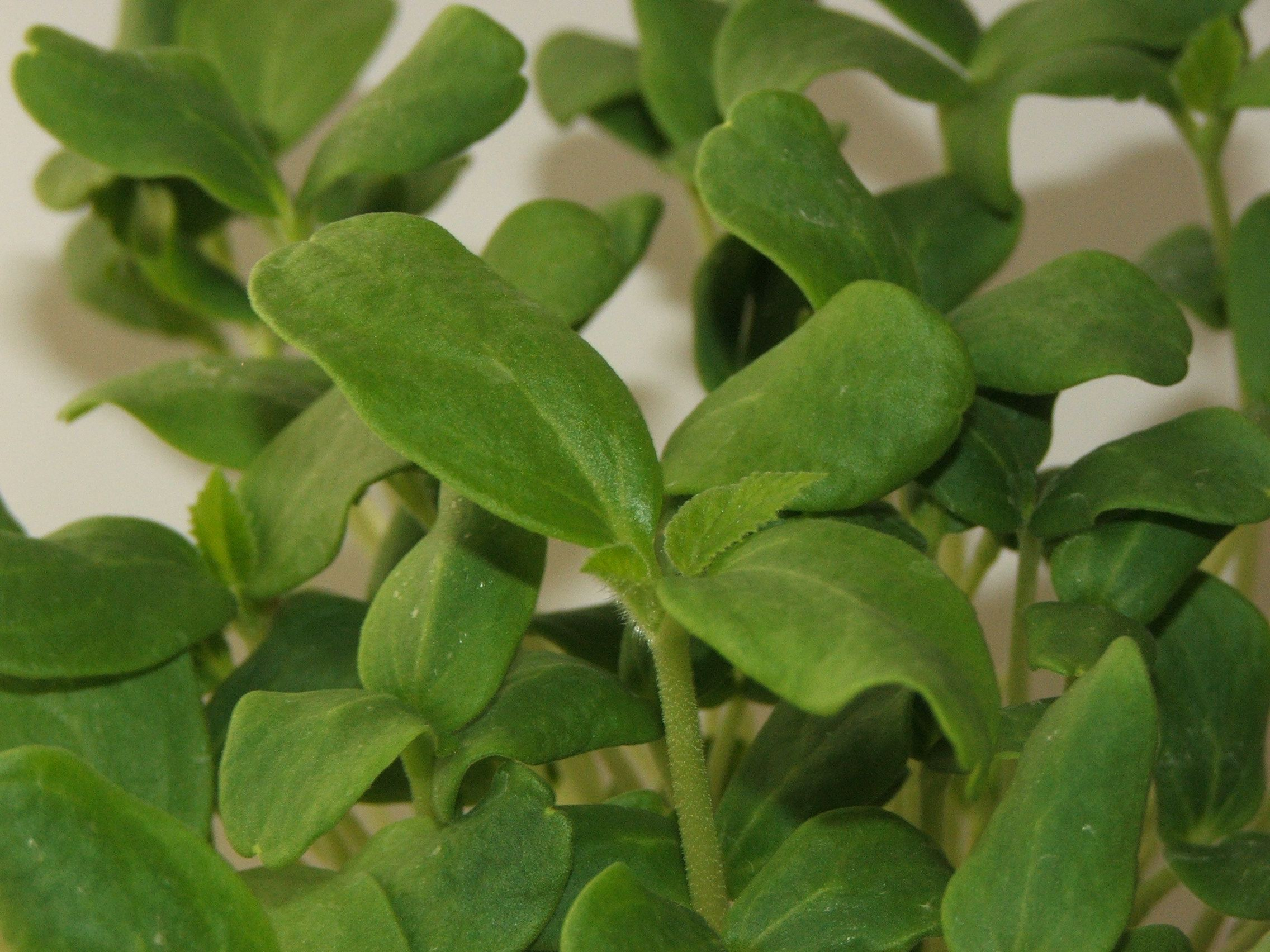
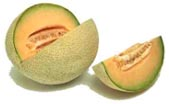
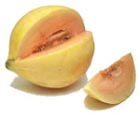
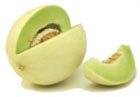
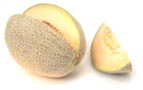
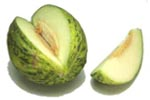
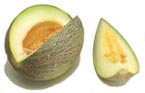
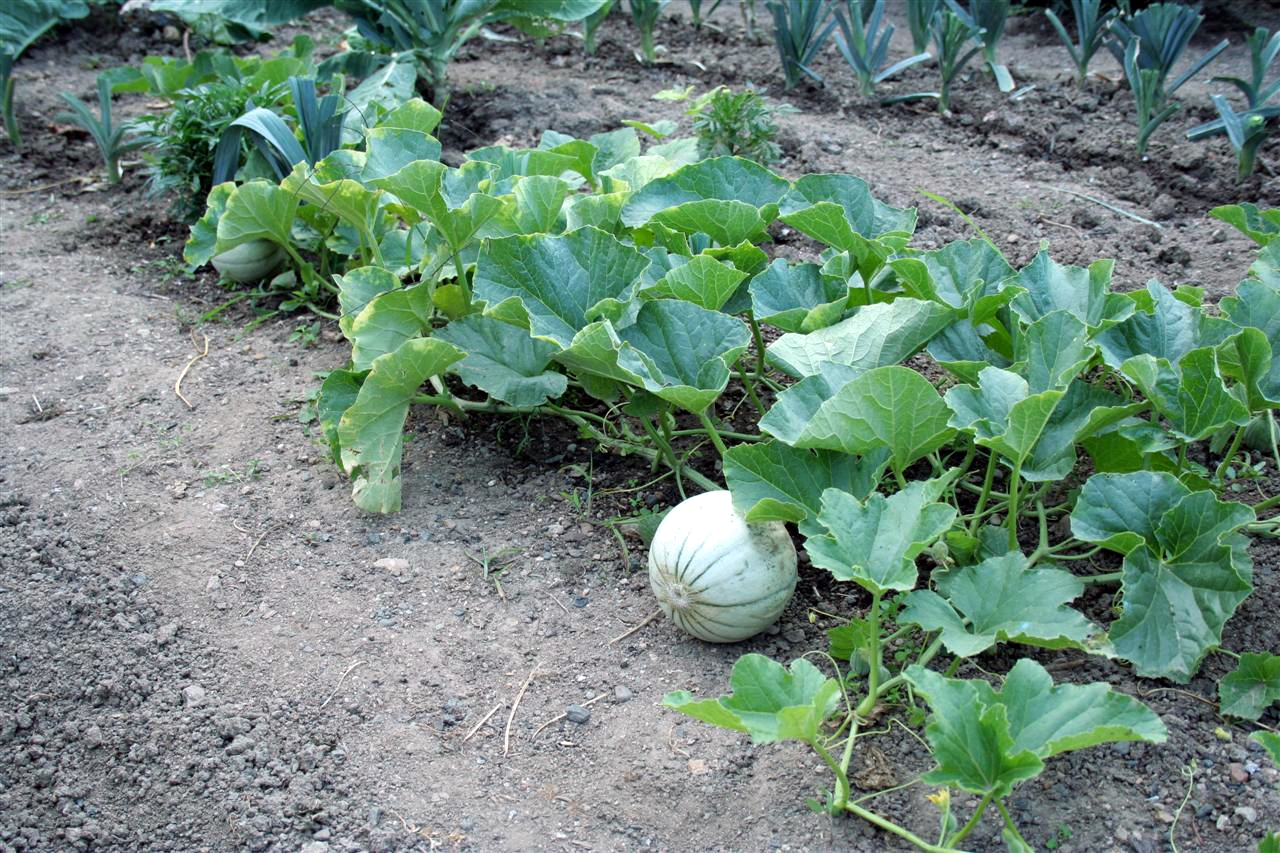
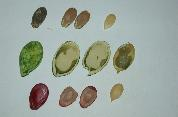
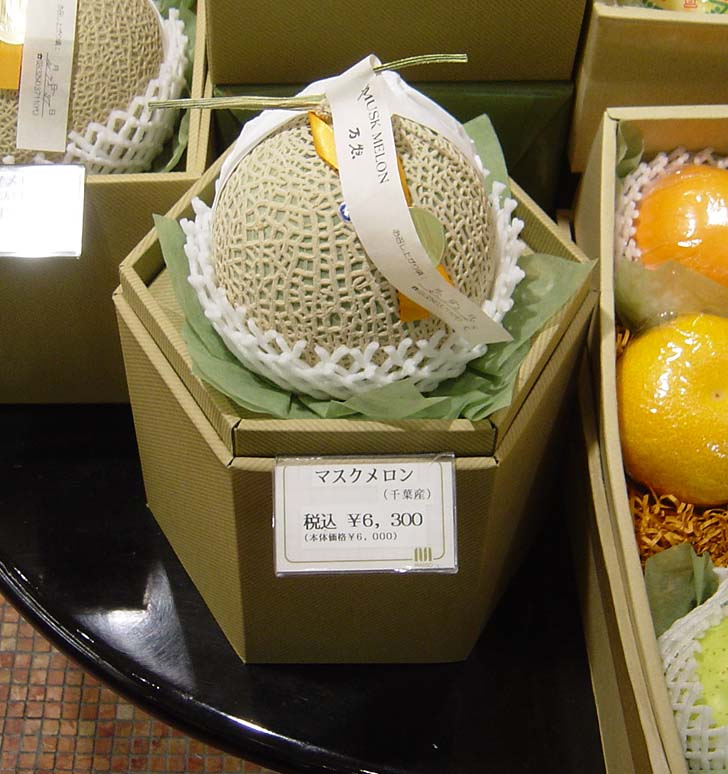
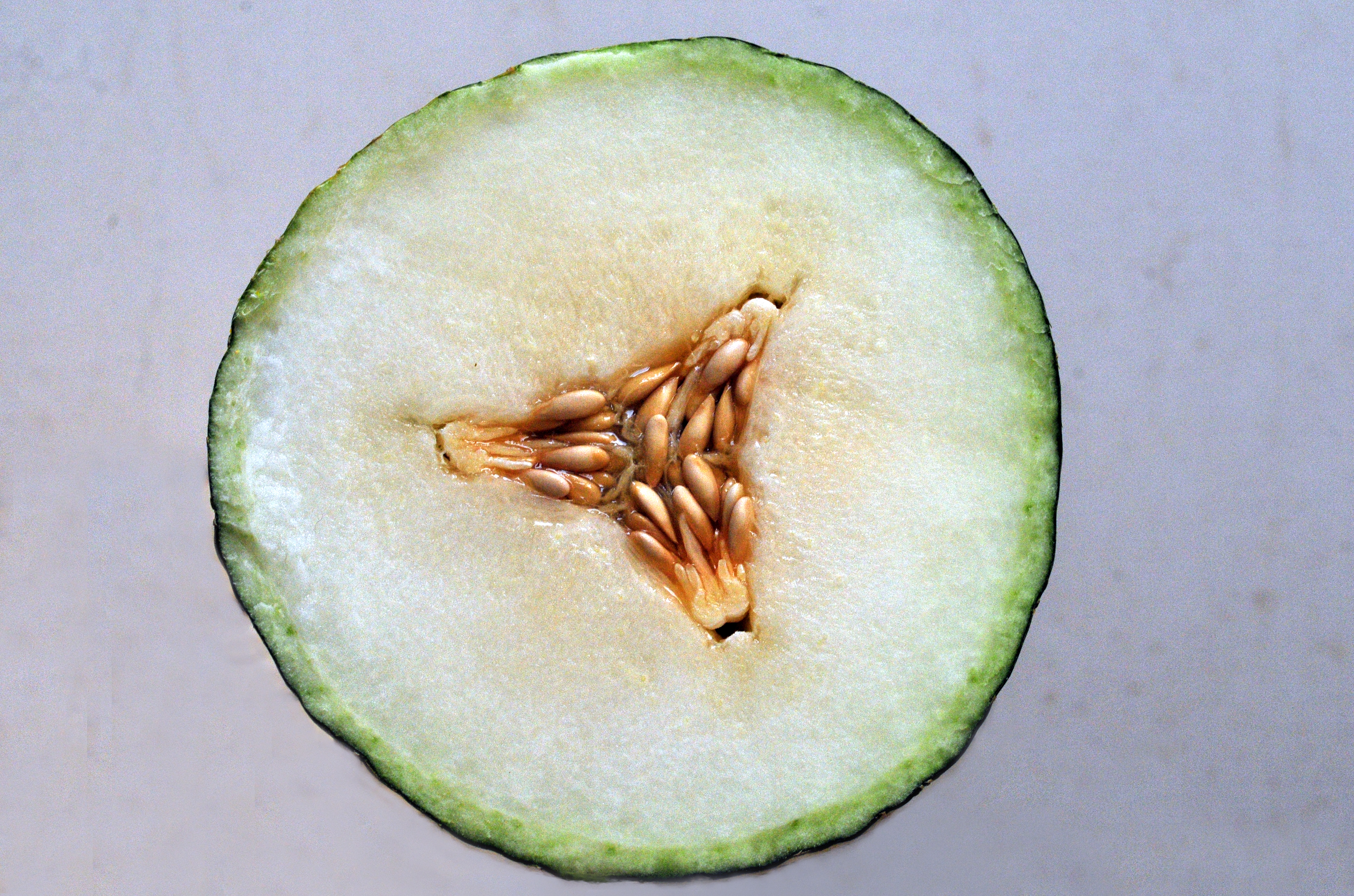